# Usine métallurgique Illitch de Marioupol
L'usine métallurgique Illitch de Marioupol est une usine située à Marioupol, en Ukraine. C'est la deuxième plus importante usine métallurgique du pays, après celle d'ArcelorMittal située à Kryvyï Rih.

## Histoire
Le 19 avril 1896, les américains Rothstein et Smith reçoivent la permission du gouvernement russe de créer la société Nikopol-Mariupol Mining and Metallurgical Society. L'usine est fondée l'année suivante, en 1897.
Nationalisée, elle prend le nom de Vladimir Ilitch Lénine en 1924.

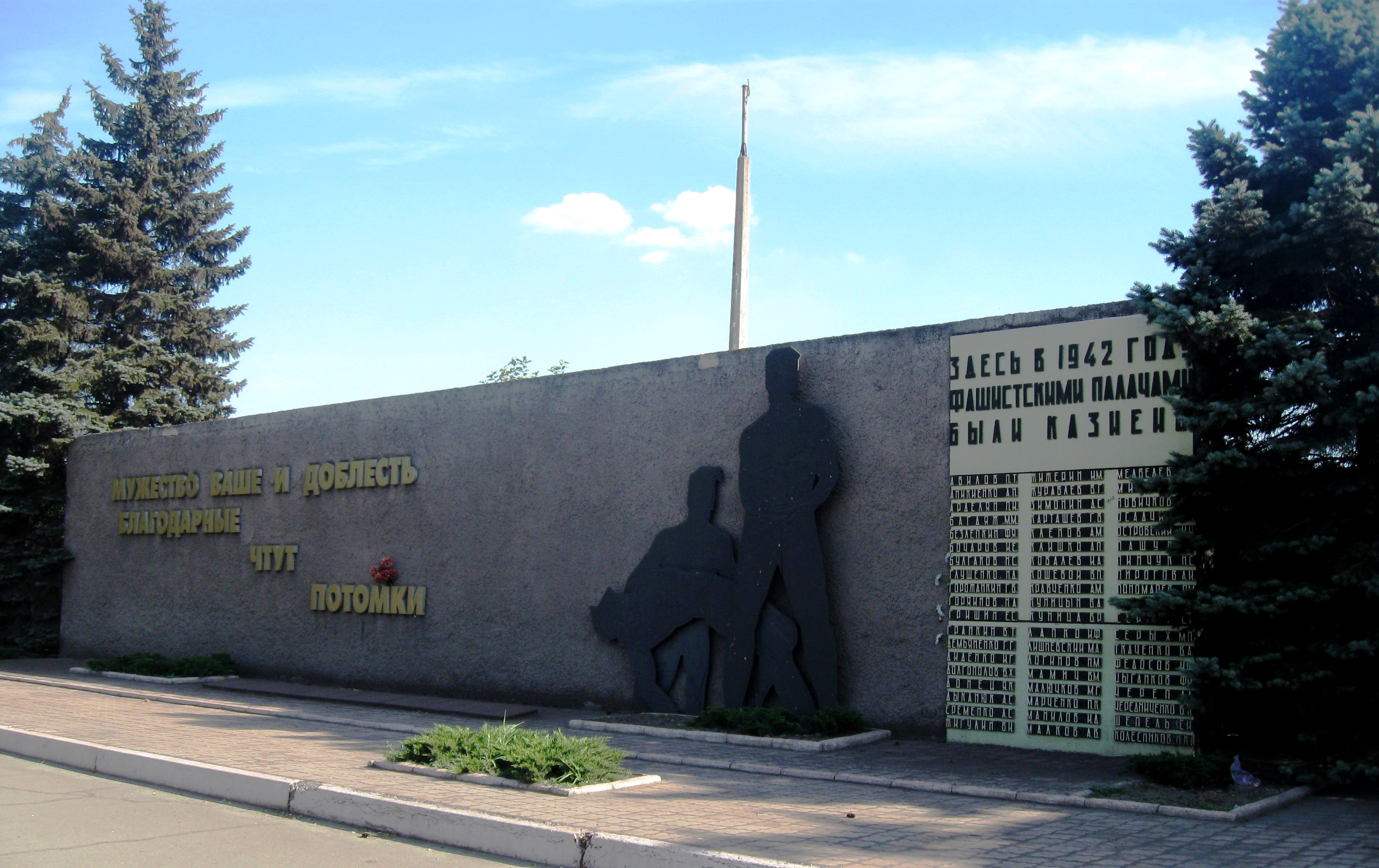
Monument aux travailleur de l'usine mort lors de la seconde guerre mondiale, classé.

À la suite des lois de 2015 pour la décommunisation en Ukraine, elle est renommée le 25 avril 2016 en l'honneur de Zot Illitch Nekrasov, scientifique soviétique de l'industrie sidérurgique et académicien de l'Académie nationale des sciences d'Ukraine et devient l'Usine métallurgique Illitch de Marioupol, un Illitch en remplaçant un autre.

## Production
Dans les années 2000, l'usine produisait annuellement 6 millions de tonnes de fonte brute, 7 millions de tonnes d'acier, 5,3 millions de tonnes de produits laminés et 13,5 millions de tonnes d'aggloméré.